# Arroyo Manzanero
Der Arroyo Manzanero ist ein Fluss in Uruguay.
Er verläuft auf dem Gebiet des Departamentos Lavalleja. Er mündet in den Arroyo de los Tapes del Norte.